# Альфельд (Средняя Франкония)
А́льфельд (нем. Alfeld) — община в Германии, в Республике Бавария.
Подчиняется административному округу Средняя Франкония. Входит в состав района Нюрнбергер-Ланд. Подчиняется управлению Хаппург. Население составляет 1125 человек (на 31 декабря 2010 года). Занимает площадь 17,95 км². Региональный шифр — 09 5 74 111.Местные регистрационные номера транспортных средств (коды автомобильных номеров) (нем. Kraftfahrzeugkennzeichen) — LAU.
Община подразделяется на 18 сельских округов.

## Население
По оценке на 31 декабря 2015 года население общины составляет 1074 чел.
| Дата      | 1840 | 1871 | 1900 | 1925 | 1939 | 1950 | 1961 | 1970 | 1987 | 2011 |
| --------- | ---- | ---- | ---- | ---- | ---- | ---- | ---- | ---- | ---- | ---- |
| Население | 1231 | 1343 | 1243 | 1149 | 1087 | 1271 | 1094 | 1115 | 1059 | 1128 |

| Год       | 1960 | 1970 | 1980 | 1990 | 2000 | 2009 | 2010 | 2011 | 2012 | 2013 | 2014 | 2015 |
| --------- | ---- | ---- | ---- | ---- | ---- | ---- | ---- | ---- | ---- | ---- | ---- | ---- |
| Население | 1190 | 1076 | 1038 | 1082 | 1165 | 1138 | 1125 | 1109 | 1094 | 1082 | 1087 | 1074 |